# Kurt Pettersén
Kurt Pettersén (Boras, Suecia, 21 de junio de 1916-15 de noviembre de 1957) fue un deportista sueco especialista en lucha grecorromana donde llegó a ser campeón olímpico en Londres 1948.

## Carrera deportiva
En los Juegos Olímpicos de 1948 celebrados en Londres ganó la medalla de oro en lucha grecorromana estilo peso gallo, por delante del egipcio Mahmoud Hassan (plata) y del turco Halil Kaya (bronce).